# Arqueles Vela
Arqueles Vela Salvatierra (2 de diciembre de 1899 - Ciudad de México, 25 de octubre de 1977) fue un escritor, académico y periodista. Solía usar el seudónimo Silvestre Paradox para escribir algunos artículos en el periódico mexicano "El Universal Ilustrado". Sin embargo hay indicios de que otros periodistas escribían también bajo el seudónimo.
Existen versiones enfrentadas acerca del lugar de nacimiento de Arqueles Vela. Pudo haber nacido en Guatemala o en Tapachula, Chiapas (México); no hay datos concluyentes al respecto. Su hermano, David Vela, fue un destacado intelectual guatemalteco, y el mismo Arqueles vivió parte de su vida en Guatemala, sin embargo la mayor parte de su vida como escritor y académico la hizo en México.

## Vida
De formación normalista cursó estudios en varias universidades europeas (Madrid, París, Berlín y Roma) y volvió a México a los 33 años de edad. De vuelta en México trabajó como profesor en la Escuela Nacional de Maestros, y de la Escuela Normal Superior de México donde llegó a ocupar el cargo de director, y en la Universidad Nacional Autónoma de México. Su trayectoria académica lo llevó a ser director de la Escuela Secundaria No. 1 y de la Escuela Secundaria Anexa a la Normal Superior de México (1957-1967). En las escuelas secundarias formó los primeros grupos de teatro escolar en México, al lado de Germán Cueto, Dolores Velázquez y Ermilo Abreu Gómez. Fue también el principal promotor y fundador de las escuelas nocturnas para trabajadores. Fue colaborador del programa de cursos radiofónicos de la SEP, promovidos por Agustín Yáñez. Fue además miembro de la Sociedad Internacional de Críticos de Arte. La Escuela Normal Superior le otorgó ex oficio el grado de Maestro en Letras. En 1949 el gobierno francés lo condecoró con las Palmas Académicas.
Como periodista fue redactor del diario (hoy extinto) El Demócrata, director del suplemento dominical del diario estatal mexicano El Nacional y secretario de redacción de El Universal Ilustrado. Fue en este último diario donde publicó durante muchos años su columna "Mientras el mundo gira", bajo el seudónimo de Silvestre Paradox (nombre de un personaje de Pío Baroja), al igual que su primera novela La señorita Etcétera.

## Estridentismo
Arqueles Vela es recordado por ser uno de los fundadores del Estridentismo, movimiento vanguardista mexicano, al lado de Manuel Maples Arce y de personajes como 

Germán List Arzubide, Salvador Gallardo, Miguel Aguillón Guzmán, Luis Marín Loya, Febronio Ortega, Gaston Dinner, Francisco Orozco Muñoz, los músicos Manuel M. Ponce y Silvestre Revueltas y el grupo de pintores que colaboran estrechamente con el movimiento: Diego Rivera, Leopoldo Méndez, Germán Cueto, Ramón Alva de la Canal, Jean Charlot y Fermín Revueltas

 Acudían al Café Europa (rebautizado como El Café de Nadie, título de una novela de Arqueles Vela. El Café de Nadie original desapareció, pero fue emulado por un tiempo en la Colonia Roma de la Ciudad de México), donde compartían ideas en torno al movimiento, en especial a las publicaciones que se planearon como parte de esta vanguardia.

## La señorita Etcétera
El 14 de diciembre de 1922 en el número 7 del suplemento La novela corta de El universal ilustrado, se publicó “La señorita Etcétera. Novela inédita”. La novela, publicada el mismo año que Ulises de James Joyce, fue una de las primeras narrativas experimentales de América Latina. La publicación venía acompañada de xilografías de Cas, un prólogo del director de El universal ilustrado y un texto corto de Vela titulado “Los espejos de la voz”.

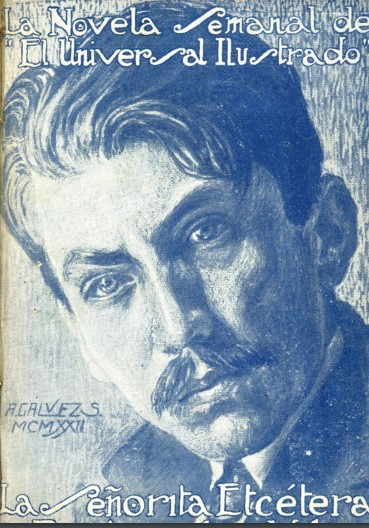
La señorita Etcétera

En el prólogo, el director empezaba anunciando lo ecléctica de la publicación La novela semanal:
```
"Un remordimiento literario que nunca nos perdonaríamos en esta Novela Semanal de EL UNIVERSAL ILUSTRADO, sería el de imponer nuestros gustos y pasatiempos, cerrando la puerta a todos los que no pensaran o sintieran como nosotros. Así, la obra de divulgación emprendida, lejos de ser loable, caería en los círculos concéntricos del partidarismo literario, el más enconado y triste de los partidarismos”. 
```

Y decía de la misma novela:
```
“Cada uno pensara a su antojo de esta extraña novela. Muchos diran que es un disparate; otros, seguramente, encontraran emociones nuevas, sugeridas por el raro estilo, y otros, en fin, creeran que se trata de un prosista magnifico, despojado de todos los lugares comunes literarios, forjador de emociones cerebrales y de metáforas suntuosas”. 
```

El investigador del estridentismo Luis Mario Schneider se refiere a La señorita Etcétera en su libro El movimiento estridentista como una de las mejores prosas estridentistas que se escribieron en México.

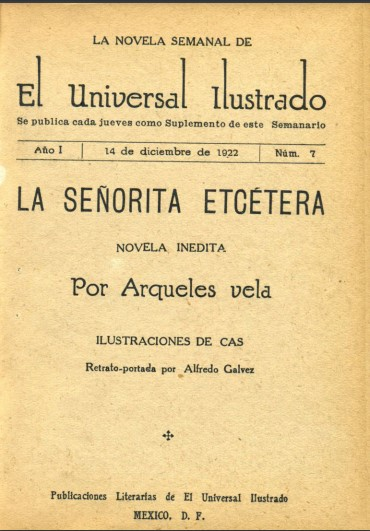
Primera página de La señorita Etcétera de 1922

### Resumen
La novela compuesta por ocho capítulos narra las aventuras de un personaje salido de provincia que va a la ciudad. En su viaje conoce a una mujer a la que idealiza y termina por buscar en las demás mujeres que va conociendo.
La novela comienza con la frase:
```
“Llegamos a un pueblo vulgar y desconocido. Todos los pasajeros habíamos urdido esa fugaz amistad de calceta provisional que se urde durante el ocio de un camino vertiginoso de hierro”.
```

### Las dos señoritas Etcetera
El 15 de diciembre de 1927 se imprimió en los talleres de la revista Horizonte en Xalapa, Veracruz, el primer volumen de un proyecto editorial que posteriormente publicaría los libros: El movimiento estridentista, de German List Arzubide; y Poemas interdictos, de Manuel Maples Arce. El primer libro, publicado el 15 de diciembre fue El café de nadie, de Arqueles Vela. El libro contenía tres novelas cortas: El café de nadie, Un crimen provisional y La señorita Etcétera. Esta nueva edición de La señorita Etcetera presentaba algunos cambios menores realizados por German List Arzubide como la eliminación de signos suspensivos o cambios de sintaxis.

## Obra

### Poesía y narrativa
- El sendero gris y otros poemas inútiles (1920)
- La señorita Etcétera (1922)
- El café de nadie (Incluye "La señorita Etcétera", "El café de nadie" y "Un crimen provisional", 1926)
- El intrasferible (1927; publicada póstumamente en 1977)
- El viaje redondo (1929)
- Cantata a las muchachas fuertes y alegres de México (1940)
- Cuentos del día y de la noche (1945) Incluye: "Un crimen sin nombre", "El sueño de una chiquilla", "La ilusión de una chiquilla", "La realidad de una chiquilla", "De la noche a la mañana", "Fruta del tiempo", "Juego de vida. Juego de amor", "La burguesita en la escuela", "La burguesita en la calle", "La burguesita en la casa", "Una noche en el verano", "Una llamada urgente", "Una aventura desconocida", "El hormiguero", "La muchacha de las multitudes", "La chamuchina", "El café de nadie", "Un crimen provisional", "La señorita Etc.", "El viaje redondo".
- La volanda (1956)
- El picaflor (1961)
- Luzbela. Novelerías (1966)
- Un crimen provisional'

### Ensayo
- Introducción, organización, interpretación y dirección del teatro de muñecos, Historia materialista del arte (1936).
- Evolución histórica de la literatura universal (1941).
- El arte y la estética (1945).
- Teoría literaria del modernismo (1949).
- Elementos del lenguaje y didáctica de la expresión (1953).
- Fundamentos de la literatura mexicana (1953).
- Análisis de la expresión literaria (1965).